# إنجي أندريه اولسن
إنجي أندريه اولسن (بالنرويجية البوكمول: Inge André Olsen)‏ (21 يناير 1978 في النرويج - ) هو لاعب كرة قدم نرويجي في مركز الدفاع. شارك مع منتخب النرويج تحت 17 سنة لكرة القدم ومنتخب النرويج تحت 18 سنة لكرة القدم ومنتخب النرويج تحت 20 سنة لكرة القدم ومنتخب النرويج تحت 21 سنة لكرة القدم. أما مع النوادي، فقد لعب مع نادي ستابك ونادي ستارت ونادي سترومسغودست.

## وصلات خارجية
- إنجي أندريه اولسن على موقع IMDb (الإنجليزية)

- إنجي أندريه اولسن على موقع اتحاد النرويج (النرويجية)
- إنجي أندريه اولسن على موقع قاعدة بيانات كرة القدم.إي يو (الإنجليزية)